# Parque Natural do Corvo
O Parque Natural do Corvo (PNICOR) é uma estrutura de conservação da natureza que agrega as áreas protegidas situadas na ilha do Corvo e no mar territorial a ela contíguo. Desde 2007 a ilha do Corvo passou a integrar a Rede Mundial de Reservas da Biosfera pela UNESCO. Desse modo o parque foi criado pelo Decreto Legislativo Regional n.º 44/2008/A, de 5 de Novembro, com o intuito de proteger a reserva, sendo um dos nove Parques Naturais de Ilha que integram a Rede de Áreas Protegidas dos Açores, o dispositivo territorial de proteção da natureza e da biodiversidade do arquipélago dos Açores.

## Zonas protegidas do Parque
O parque possui duas zonas protegidas:
- Área Protegida para a Gestão de Habitats ou Espécies da Costa e Caldeirão do Corvo
- Área Protegida para a Gestão de Recursos da Costa do Corvo